# Tipula (Schummelia) argentosigna
Tipula (Schummelia) argentosigna is een tweevleugelige uit de familie langpootmuggen (Tipulidae). De soort komt voor in het Oriëntaals gebied.